# Porricondyla
Porricondyla is een muggengeslacht uit de familie van de galmuggen (Cecidomyiidae).

## Soorten
- P. acuta Spungis, 1981
- P. albiceps (Walker, 1856)
- P. albipalpis (Meigen, 1838)
- P. americana (Felt, 1914)
- P. antennata Felt, 1915
- P. armata Spungis, 1981
- P. aurantiaca Panelius, 1965
- P. barberi Felt, 1908
- P. bicincta (Kieffer, 1913)
- P. borealis Felt, 1907
- P. carolina Felt, 1908
- P. citrina (Kieffer, 1894)
- P. colpodioides Mamaev, 1963
- P. consobrina Felt, 1919
- P. dietzii Felt, 1912
- P. dilatata Felt, 1908
- P. distinguenda Mamaev, 1963
- P. elongatus (Felt, 1908)
- P. ermakovi Mamaev, 2001
- P. errabunda Mamaev, 2001
- P. flava (Meigen, 1818)
- P. flavescens (F. Low, 1874)
- P. flavida (Kieffer, 1913)
- P. fragilis (Loew, 1850)
- P. fulvescens Panelius, 1965
- P. fuscostriata Panelius, 1965
- P. globosa Spungis, 1981
- P. gracilis (Winnertz, 1853)
- P. hamata (Felt, 1907)
- P. hypoxantha Panelius, 1965
- P. juvenalis Felt, 1912
- P. lata Mamaev, 1965
- P. leacheana (Stephens, 1856)
- P. lineata (Kieffer, 1894)
- P. lobata (Kieffer, 1913)
- P. longipes (Loew, 1850)
- P. lutescens Spungis, 1981
- P. microcera (Kieffer, 1901)

- P. minor Felt, 1926
- P. modesta Spungis, 1981
- P. neglecta Mamaev, 1965
- P. nervosa (Meigen, 1838)
- P. nigripennis (Meigen, 1830)
- P. pallescens Panelius, 1965
- P. pallida (Meigen, 1830)
- P. pallipes (Winnertz, 1853)
- P. photophila Spungis, 1981
- P. porrecta Felt, 1912
- P. pubescens (Walker, 1856)
- P. quadridens Spungis, 1981
- P. quercina Felt, 1907
- P. ramadei Thomas, 1980
- P. rostellata Panelius, 1965
- P. rufescens Panelius, 1965
- P. rufocinerea Panelius, 1965
- P. sericata (Loew, 1850)
- P. setosa Felt, 1914
- P. spinigera Felt, 1920
- P. sulfurea (Kieffer, 1913)
- P. sylvestris Felt, 1907
- P. temeritatis (Felt, 1908)
- P. tuckeri Felt, 1908
- P. unidentata Parnell, 1971
- P. varians Parnell, 1971
- P. venusta (Winnertz, 1853)
- P. vernalis Felt, 1912